# Xarxa de Biblioteques Universitàries Espanyoles
La Xarxa de Biblioteques Universitàries Espanyoles, en castellà: Red de Bibliotecas Universitarias Españolas (REBIUN), és una entitat que facilita la cooperació entre les biblioteques acadèmiques d'Espanya. Es va formar el 1988 i el 1996 va absorbir la Conferència de Directius de Biblioteques Universitàries i Científiques Espanyoles (COBIDUCE). Des del 1998 representa els interessos bibliotecaris a la Conferència de Rectors de les Universitats Espanyoles. A més de a les biblioteques de les universitats espanyoles, tant públiques com privades, acull a una sèrie de biblioteques d'institucions científiques i de recerca, i en particular el CSIC que des de 2001 és membre de ple dret de la xarxa.
Els fundadors de REBIUN van ser les biblioteques de la Universitat d'Alcalà d'Henares, Universitat de Barcelona, Universitat de Cantàbria, Universitat Nacional d'Educació a Distància, Universitat d'Oviedo, Universitat del País Basc, Universitat Politècnica de Catalunya, Universitat de Santiago de Compostel·la, i Universitat de Sevilla.